# A Maszk (televíziós sorozat)
A Maszk (eredeti cím: The Mask) 1995 és 1997 között bemutatott amerikai rajzfilmsorozat, amely a Jim Carrey főszereplésével készült azonos című film alapján készült. A sorozat fő rendezője Russell Calabrese volt, a történet egy Stanley Ipkiss nevű férfiról szól, aki egy mágikus maszk segítségével változik át a Maszkká, egy nagyhatalmú lénnyé. A címszereplő hangját Rob Paulsen adta, rajta kívül az eredeti szinkronstáb része Tim Curry, Jim Cummings, Tress MacNeille és Kevin Michael Richardson.
A sorozatot az Amerikai Egyesült Államokban 1995. augusztus 12. és 1997. augusztus 30. között a CBS, míg Magyarországon a TV2 mutatta be a TV2 Matiné című műsorblokkban, később a Viasat 6 is műsorra tűzte a sorozatot, de csak az 1. évadot.

## Cselekménye
A történet főszereplője egy félénk bankár, Stanley Ipkiss, aki kutyájával, Miloval él együtt egy bérházban. Stanley élete nem alakul túl jól, ám tulajdonában van egy mágikus, zöld famaszk, amit magára öltve át tud alakulni egy nagyhatalmú, csínytevő lénnyé, a Maszkká. Stanley a Maszk alteregóját magára öltve megannyi kalandba keveredik és változatos lényekkel kerül összetűzésbe, miközben a rendőrség is körözi őt Kellaway hadnagy és Doyle nyomozó személyében.

## Szereplők
| Szereplő                     | Eredeti hang             | Magyar hang                                      |
| ---------------------------- | ------------------------ | ------------------------------------------------ |
| Stanley Ipkiss / A Maszk     | Rob Paulsen              | Forgács Péter                                    |
| Milo                         | Frank Welker             | saját hangján                                    |
| Mitch Kellaway hadnagy       | Neil Ross                | Sztarenki Pál (1. hang) Németh Kristóf (2. hang) |
| Doyle nyomozó                | Jim Cummings             | Sótonyi Gábor                                    |
| Peggy Brandt                 | Heidi Shannon            | Fehér Anna                                       |
| Charlie Schumacher           | Mark L. Taylor           | Galambos Péter                                   |
| Mrs. Peenman                 | Tress MacNeille          | Csere Ágnes                                      |
| Pretorius                    | Tim Curry                | Barbinek Péter (1. hang) Konrád Antal (2. hang)  |
| Mortimer Tilton polgármester | Kevin Michael Richardson | Bognár Tamás (1. hang) Varga Rókus (2. hang)     |
| Dr. Arthur Neuman            | Ben Stein                | Versényi László                                  |

## Magyar változat
A szinkront a TV2 megbízásából a MasterFilm Digital készítette.
- Felolvasó: Tóth G. Zoltán
- Magyar szöveg: Csányi Zita és Katona László
- Hangmérnők: Bauer Zoltán
- Vágó: Makay István
- Gyártásvezető: Németh Piroska
- Szinkronrendező: Zákányi Balázs
- További magyar hangok: Markovics Tamás, Seder Gábor, Pusztaszeri Kornél, Bodrogi Attila, Némedi Mari,

## Epizódok
| #             | #  | Magyar cím                                   | Eredeti cím                                  |
| ------------- | -- | -------------------------------------------- | -------------------------------------------- |
|               |    |                                              |                                              |
| ELSŐ ÉVAD     |    |                                              |                                              |
|               |    |                                              |                                              |
| 01            | 01 | A szomszéd maszkja mindig zöldebb            | The Mask Is Always Greener on the Other Side |
| 02            | 02 | A szomszéd maszkja mindig zöldebb            | The Mask Is Always Greener on the Other Side |
|               |    |                                              |                                              |
| 03            | 03 | Vad pelenkás vágta                           | Baby’s Wild Ride                             |
|               |    |                                              |                                              |
| 04            | 04 | A szörnyű pár                                | The Terrible Twos                            |
|               |    |                                              |                                              |
| 05            | 05 | Nővér maszk                                  | Sister Mask                                  |
|               |    |                                              |                                              |
| 06            | 06 | Skillit árnyéka                              | Shadow of a Skillit                          |
|               |    |                                              |                                              |
| 07            | 07 | Pretorius menyasszonya                       | Bride of Pretorius                           |
|               |    |                                              |                                              |
| 08            | 08 | Fordított pszichológia                       | Double Reverse                               |
|               |    |                                              |                                              |
| 09            | 09 | Dilis doki                                   | Shrink Rap                                   |
|               |    |                                              |                                              |
| 10            | 10 | Szavazz a Maszkra!                           | Mayor Mask                                   |
|               |    |                                              |                                              |
| 11            | 11 | Maszk, a marslakó                            | Martian Mask                                 |
|               |    |                                              |                                              |
| 12            | 12 | Hogy kerül a kutya a konzervdobozban?        | How Much Is That Dog in the Tin Can?         |
|               |    |                                              |                                              |
| 13            | 13 | Rémes Halloween                              | All Hallow’s Eve                             |
|               |    |                                              |                                              |
| 14            | 14 | Maszkulás                                    | Santa Mask                                   |
|               |    |                                              |                                              |
| 15            | 15 | Hasadt maszk                                 | Split Personality                            |
|               |    |                                              |                                              |
| MÁSODIK ÉVAD  |    |                                              |                                              |
|               |    |                                              |                                              |
| 16            | 01 | Kór tévedések vígjátéka                      | A Comedy of Eras                             |
|               |    |                                              |                                              |
| 17            | 02 | Mindent a zöldért                            | Goin’ for the Green                          |
|               |    |                                              |                                              |
| 18            | 03 | Repül, mint a toll                           | Flight as a Feather                          |
|               |    |                                              |                                              |
| 19            | 04 | A jó, a rossz és a hal                       | The Good, the Bad and the Fish Guy           |
|               |    |                                              |                                              |
| 20            | 05 | Beboltozva                                   | Malled                                       |
|               |    |                                              |                                              |
| 21            | 06 | Csatorna váltó                               | Channel Surfin’                              |
|               |    |                                              |                                              |
| 22            | 07 | Sajtmaszk                                    | Mask au Gratin                               |
|               |    |                                              |                                              |
| 23            | 08 | Jurassic dili                                | Jurassic Mask                                |
|               |    |                                              |                                              |
| 24            | 09 | Sztár maszk                                  | You Oughta Be in Pictures                    |
|               |    |                                              |                                              |
| 25            | 10 | A zöld emberkék védelmében                   | For All Mask Kind                            |
|               |    |                                              |                                              |
| 26            | 11 | A szabadság fogságában                       | Up the Creek                                 |
|               |    |                                              |                                              |
| 27            | 12 | Bugi az ördöggel                             | Boogie with the Man                          |
|               |    |                                              |                                              |
| 28            | 13 | Ami nem késik, az nem is múlik               | What Goes Around Comes Around                |
|               |    |                                              |                                              |
| 29            | 14 | Minden dicsőség Maszknak                     | All Hail the Mask                            |
|               |    |                                              |                                              |
| 30            | 15 | A hipnotizálás hatalma                       | Power of Suggestion                          |
|               |    |                                              |                                              |
| 31            | 16 | Mr. Maszk Washingtonban                      | Mr. Mask Goes to Washington                  |
|               |    |                                              |                                              |
| 32            | 17 | Esőrém                                       | Rain of Terror                               |
|               |    |                                              |                                              |
| 33            | 18 | Anya csak egy van                            | The Mother of All Hoods                      |
|               |    |                                              |                                              |
| 34            | 19 | Szúrni vagy nem szúrni                       | To Bee or Not to Bee                         |
|               |    |                                              |                                              |
| 35            | 20 | A nyolc és feledik szerelmi bájital          | Love Potion #8 1/2                           |
|               |    |                                              |                                              |
| 36            | 21 | Maszk a hűvösben                             | Cool Hand Mask                               |
|               |    |                                              |                                              |
| 37            | 22 | Broadway zűrzavar                            | Broadway Malady                              |
|               |    |                                              |                                              |
| 38            | 23 | Kíváncsi maszkok tudni akarnak               | Enquiring Masks Want to Know                 |
|               |    |                                              |                                              |
| 39            | 24 | A jövő maszkja                               | Future Mask                                  |
|               |    |                                              |                                              |
| 40            | 25 | Megpecsételt jövő                            | Sealed Fate                                  |
|               |    |                                              |                                              |
| 41            | 26 | Angyal szállt el a maszkom fölött            | (Angels Wanna Wear My) Green Mask            |
|               |    |                                              |                                              |
| 42            | 27 | Vadászat kincsvadászokra                     | Mutiny of the Bounty Hunters                 |
|               |    |                                              |                                              |
| 43            | 28 | Ördögök találkozója                          | Convention of Evil                           |
|               |    |                                              |                                              |
| 44            | 29 | Zöld katona                                  | The Green Marine                             |
|               |    |                                              |                                              |
| 45            | 30 | Ál maszk                                     | Counterfeit Mask                             |
|               |    |                                              |                                              |
| HARMADIK ÉVAD |    |                                              |                                              |
|               |    |                                              |                                              |
| 46            | 01 | Bűvészhelyzet                                | Magic                                        |
|               |    |                                              |                                              |
| 47            | 02 | Kis nagy maszk                               | Little Big Mask                              |
|               |    |                                              |                                              |
| 48            | 03 | Hol volt, hol nem volt, volt egyszer a Maszk | Fantashtick Voyage                           |
|               |    |                                              |                                              |
| 49            | 04 | Képtelen regény                              | They Came from Within                        |
|               |    |                                              |                                              |
| 50            | 05 | Hapci, vagy nem hapci, az itt a kérdés       | To Have and Have Not Snot                    |
|               |    |                                              |                                              |
| 51            | 06 | Rejtélyes hajóút                             | Mystery Cruise                               |
|               |    |                                              |                                              |
| 52            | 07 | Dilinyós rémület                             | The Goofalotatots                            |
|               |    |                                              |                                              |
| 53            | 08 | Sertés világ                                 | When Pigs Ruled the Earth                    |
|               |    |                                              |                                              |
| 54            | 09 | Ész Ventúró                                  | The Aceman Cometh                            |